# Albert Cuypstraat 2-6
Het pand Albert Cuypstraat 2-6 is een gebouw aan de Albert Cuypstraat in De Pijp te Amsterdam-Zuid. Het is een van een drietal gemeentemonumenten in die straat. Het staat plaatselijk bekend als het Moppesgebouw.
Vanaf de oplevering van het pand tot aan 2005 was hier een diamantslijperij en –handelaar gevestigd. Eerst was er het familiebedrijf van Kampfraath, later dat van Van Moppes. Naar die diamantbedrijven is ook de plaatselijk gelegen Diamantbrug genoemd. In 2005 werd het gebouw grondig gerenoveerd en aangepast, zodat het kon dienen tot hotel. Het gebouw valt qua grootte direct op in de omgeving. De naburige winkel- en woonpanden zijn gebouwd door particulieren, die aanmerkelijk minder te besteden hadden. Verder opvallend aan het gebouw was de geheel blinde gevel aan de westzijde, liggend aan de Ruysdaelkade en de grootte van de ramen (voor daglicht voor de diamantslijpers). Het gebouw is symmetrisch gepland, maar kreeg aan de oostzijde in 1893 een verlenging waardoor dat stuk nu langer is.
Het gebouw werd gebouwd naar een ontwerp van de architect J.W. Meijer, geen architect van beroep, maar een officier binnen de Amsterdamse brandweer, die kort voordat hij dit gebouw ontwierp, het ontwerp leverde van de Boas Diamantslijperij aan de Nieuwe Uilenburgerstraat, in 2015 in bezit van Gassan Diamonds.
De zijgevel aan de Ruysdaelkade werd vanaf 2013 gesierd met een tekst van Desraeli; deze werd in 2018 vervangen door een afbeelding van een Blauwe reiger door en van Adele Renault.